# Giovanni Caracciolo
Giovanni Caracciolo, franciásan Jean Caraccioli (1487 – Susa, 1550. augusztus 9.) nápolyi arisztokrata, hadvezér. Az itáliai háborúk során eleinte hazája védelmében harcolt a franciák ellen, majd 1528-tól átállt hozzájuk, és I. Ferenc, majd II. Henrik megbecsült hadvezére lett; 1544-ben Franciaország marsalljává nevezték ki, majd 1545-től haláláig Piemont kormányzójaként szolgált.

## Származása
Régi nápolyi nemesi családok sarja volt: a Caracciolók a bizánci időkre vezették vissza származásukat, míg anyja, Ippolita Sanseverino normann ősei a 11. század közepén érkeztek Itáliába. Hasonló nevű nagyapját kivégezték 1487-ben, mivel fellázadt I. Ferdinánd király ellen. Ekkor birtokait is elvették, bár idővel részben visszaszolgáltatták apjának, Troiano Caracciolónak. Az első itáliai háború idején, amikor VIII. Károly francia király Nápoly meghódítására indult, II. Alfonz Forenza grófjává nevezte ki az apját, ennek ellenére az elsők közt üdvözölte 1495 februárjában a bevonuló franciákat. VIII. Károly megerősítette forenzai grófságában, emellett az apai örökséget felélesztve Melfi hercegévé nevezte ki. A királyi sereg májusi kivonulását követően Troiano a királyság visszahódításába kezdő II. Ferdinánd – a lemondott II. Alfonz fia – oldalára állt, majd az 1496-ban megkoronázott IV. Frigyes egyik legfőbb támogatója lett. Jutalmul 1497-ben Melfi fejedelmévé, Ascoli hercegévé és Avellino grófjává nevezte ki.
1500-ban XII. Lajos francia király megállapodott II. Ferdinánd aragóniai királlyal a Nápolyi Királyság felosztásáról, és közösen indítottak hadjáratot Frigyes ellen. Troiano fejedelem ekkor gyorsan ismét francia szolgálatba lépett, és ezúttal éveken át meg is maradt új urai hűségén, akik ezért a Szent Mihály-rend lovagjává fogadták. 1503-ban részt vett a cerignolai csatában, ahol a spanyol erők döntő győzelmet arattak a Louis d'Armagnac-Nemours herceg vezette nápolyi francia hadsereg felett. A spanyol hódítás elől Velencébe, majd Franciaországba menekült, ahol 1504 folyamán Lyon városában a nápolyi menekültek sorsának rendezésén fáradozott. Amikor 1505-ben Lajos a blois-i szerződésben lemondott nápolyi trónigényéről, és unokahúgát, Foix Germánát feleségül adta Ferdinándhoz, Troiano herceg a menyasszony társaságában ment Aragóniába, majd a friss házas királyi pár kíséretében érkezett vissza Nápolyba 1506-ban. Amikor 1511-ben az itáliai államok szövetsége megkezdte a franciák kiszorítását az Appennini-félszigetről, a fősénéchallá kinevezett Troiano herceg kitartott az aragóniai uralom mellett.
Giovanni apja egyetlen fia volt, rajta kívül két házasságából három leánya született. Gyermekkoráról és ifjúságáról kevés ismeretünk van, de úgy tűnik, a nápolyi Accademia Pontaniana tagja volt. 1526-ban a művészetpártolásáról nevezetes Andrea Matteo Acquaviva, Atri hercege (1458–1529) neki ajánlotta Plutarkhosz etikai műveinek (De virtute morali) latin fordítását és az ahhoz írt kommentárjait.

## Első harcai
Először az 1512-es ravennai csata kapcsán hallunk róla, ahol francia oldalon harcolt, Gaston de Foix-Nemours herceg seregében – azonban úgy tűnik, nem politikai nézetkülönbségek miatt került apjával ellentétes táborba, hanem pragmatikus megfontolásból, hogy bármelyik hadviselő fél győz, megmaradjanak a családi birtokok. Apja 1520-as halálakor Giovanni zökkenőmentesen meg is örökölte minden rangját és birtokát, így melfi fejedelem, Venosa és Ascoli hercege, Atella őrgrófja, Avellino grófja és a Nápolyi Királyság fősénéchalja (olaszul gran siniscalco, kb. udvarmester) lett. Birtokaiból évente 8000 dukátnyi bevétele származott, így gazdag nagyúrnak számított.
Amikor 1525-ben I. Ferenc francia király erői VII. Kelemen pápa áldásával megindultak Nápoly ellen, Ramon Folc de Cardona alkirály utasította Caracciolót a pugliai Barletta megerősítésére, mivel attól tartott, hogy a franciákkal szövetséges Velencei Köztársaság támadást indít a terület ellen. Erre végül nem került sor, a francia hadjárat pedig eredménytelenül zárult, miután a paviai csata során elszenvedett pusztító vereség során Ferenc a II. Ferdinánd spanyol és nápolyi trónjait megörökölő, közben német-római császárrá is választott V. Károly fogságába esett. Ferenc szabadulását követően, 1526-ban létrejött a császárellenes hatalmak által megkötött cognaci liga, és a franciák 1527-ben újra Itáliára támadtak; miután északon sikereket ért el, 1528-ban Odet de Foix-Lautrec marsall megindult Nápoly ellen. Az év elején L'Aquilában tartózkodó Caracciolo Luceránál csatlakozott a Philibert de Chalon orániai fejedelem vezette császári erőkhöz Lucera mellett, majd Troia városánál szétváltak: Philibert a tenger felől blokád alá vont Nápolyba ment, Ugo de Moncada alkirály megsegítésére, Caracciolo viszont hat gyalogoskompánia és nagyobb számú lovas élén saját birtokainak központjába, Melfibe vonult. Lautrec marsall Pedro Navarro tüzérségét, a fekete bandák néven ismert zsoldosokat és némi francia gyalogságot küldött a város ellen, amit március 14-én ostrom alá vett. A keményen védekező Melfit március 22–23-án véres harcban elfoglalták, az ezt követő pusztításban és rablásban 3000 lakost lemészároltak. Ez volt a „véres húsvét” (Pasqua di sangue). A sebesült Caracciolo maradék katonáival a fellegvárban sáncolta el magát, az ellenállás reménytelenségét látva kapitulált, hogy maga és emberei életét megmentse, és családjával együtt francia fogságba esett.

## Itáliai harcok francia szolgálatban
Moncada alkirály május végén elesett, ekkor az orániai fejedelem lett Nápoly alkirálya, aki részben pénz híján, részben talán rosszakarat folytán nem váltotta ki Caracciolót. Ennek eredményeképpen a melfi fejedelem átállt a franciák oldalára, és ezt követően velük és velencei szövetségeseikkel karöltve hadakozott Dél-Itáliában. 1528 májusában San Germanónál, majd Gaetánál hadakozott több mint 7000 ember élén – utóbbit a tenger felől a velenceiek is ostromolták, de Andrea Doria genovai hajóinak felbukkanása miatt végül feladták az ostromot. Capua felé vonult, ám Lautrec marsall augusztusi halála nyomán Renzo da Ceri condottiere és Napoleone Orsini farfai apát, hadvezér társaságában inkább Aversa felé fordult. Miután értesültek a város elestéről, Puglia felé vették az irányt, ahová az alkirály Alfonso de Ávalos vastói őrgrófot küldte ellenük. Röviddel ezután velencei hajón érkezett Senigallia kikötőjéből Bariba. Csatlakozott Federico Carafához Molfetta ostrománál (a város egyébként házassága révén Caracciolo legidősebb fia, Troiano jussa volt). A várost 1529 februárjában bevette és kifosztotta, majd bevonult Barletta városába, ahonnan pénzügyi segítséget kért Franciaországból. Innen nem küldtek pénzt, de Firenzéből szerzett anyagi támogatást, amelynek birtokában Da Cerivel karöltve sikerült megvédenie Barlettát és Monopolit Ávalos erőitől márciusban.
I. Ferenc és V. Károly augusztusban megkötötte a cambrai-i békét, de ebben nem esett szó a franciák itáliai szövetségeseiről, így Caracciolo és Da Ceri tovább folytatta a harcot a császári erők ellen. Caracciolóért 1529 őszén Philippe de Chabot admirális próbált közbenjárni Károly követeinél, mindhiába – a hadvezér végül 1530-ban Franciaországba távozott, ahol ő lett a nápolyi emigránsok vezetője.

## Hadjáratok V. Károly ellen

A Caraccioli-család címere

A királyi udvar megbecsült tagjaként Caracciolót a Szent Mihály-rend tagjává fogadták, és családjával több kiemelt eseményen is részt vett (pl. Habsburg Eleonóra királynői koronázásán, 1531-ben). Mivel itáliai birtokaitól és jövedelmeitől már 1528-ban megfosztották átállása miatt, a francia király bőkezű járadékot biztosított neki és fiainak, és több birtokot is adott neki: így lett Nogent, Châteauneuf-sur-Loire, Vitry-aux-Loges, Romorantin és Brie-Comte-Robert, valamint a martigues-i szigetek birtokosa és Berre bárója.
Amikor 1535-ben II. Francesco Sforza milánói herceg halála nyomán kitört a nyolcadik itáliai háború, Caracciolo és Stefano Colonna feladata lett a királyi nehézlovasság összegyűjtése, illetve őket bízták meg Provence védelmének előkészítésével. Caracciolo javaslatára ürítették ki Aix városát; ezután Arles-ba vonultak, ahol az ő tekintélyének és határozott fellépésének köszönhetően sikerült lecsillapítani a francia és itáliai katonák közt fegyveres harcba torkolló feszültségeket. Ebben az időben állítólag felajánlotta V. Károlynak, hogy átadja Marseille városát az elkobzott javaiért cserébe, de ezt már a kortársak – köztük Brantôme – is cselvetésnek tartották, amivel Caracciolo elérte, hogy Antonio de Leyva, a császár milánói kormányzója a franciák által megtámadott Piemont helyett Provence felé induljon meg. Marseille ostroma végül a felperzselt föld taktikáját megszenvedő, betegségektől is tizedelt császáriak kivonulásával ért véget. Caracciolo az év végén és 1537 elején részt vett a flandriai Hesdin megerődítésében, majd májusban kompániáját megindították Piemont ellen. Ő maga azonban nem vett részt a hadjáratban, mert I. Ferenc inkább egy kisebb tengeri expedícióval bízta meg, amelyben Bertrand d'Ornesan admirálissal és az algíri oszmán tengernaggyal, Hajreddin Barbarossa együttműködve Nápoly ellen indították. Szeptember 2-án szállt hajóra tucatnyi gálya élén Marseille-ben, de mire szeptember 25-én Patrasznál találkozott d'Ornesan erőivel, a törökök már távoztak, és az időjárás sem volt alkalmas a partra szállásra.
1541-ben hívták újra hadba, amikor Arles-ba ment Dél-Franciaország védelmére, míg V. Károly Mallorca szigetéről kiindulva támadást indított Algír ellen. Az 1542-ben kitörő kilencedik itáliai háború során az ardenneki fronton részt vett Ivoy, Damvillers és Montmédy bevételében. 1543-ban a török flotta megerősítésére indult volna IV. Charles de Bourbon-Vendôme oldalán, de az expedíciót elhalasztották, Caracciolo pedig ősszel ismét Észak-Franciaországban harcolt. Adriaan van Croÿ, Le Roeulx grófja támadását visszaverte Landrecies-nél, aminek megerősítette a védműveit. Ezután sikeresen utánpótlást juttatott Luxembourg védőinek, megszervezte Arlon védelmét, majd Landrecies-nél csatlakozott a királyi sereghez. December 4-én I. Ferenc a luxembourg-i sereg főparancsnokává (lieutenant-général) nevezte ki, neki pedig 1544 januárjában Charles de Cossé, Brissac grófja segítségével a rendkívüli hideg időjárás ellenére sikerült felmentenie a várost, elűzve Wilhelm von Fürstenberg gróf ostromlóit.

## Marsalli kinevezése és piemonti helytartósága
Amikor a császári erők Champagne-ra támadtak, Caracciolót 1544. június 10-én Troyes helytartójává nevezték ki. Ostromra végül nem került sor, de Caracciolo megerősítette a várost. Szolgálatainak jutalmaképpen december 14-én marsalli kinevezést kapott (az elhunyt Antoine de Lettes-Desprez de Montpezat helyén), addig 50 főnyi lándzsás kompániáját pedig százfősre növelték. 1545 során Périgueux-ben vert le egy adóztatás miatti lázadást, nyáron pedig újjászervezte Le Havre védelmét és felmérte Boulogne erődítményeit. 1545. október 4-én a király Piemont kormányzójává és helytartójává nevezte ki, de hosszas betegsége miatt csak 1546. februárjának végén érkezett Torinóba. 1547-ben az új király, II. Henrik megerősítette pozíciójában.
Helytartóként kitűnő adminisztrátornak bizonyult, alatta a korabeli beszámolók szerint béke, nyugalom és prosperitás jellemezte a tartományt. 1548-ban a Genovát vezető – és a császár jóvoltából Caracciolo korábbi melfi hercegi címét birtokló – Andrea Doria elleni összeesküvés kapcsán kellett utoljára hadba vonulnia. Ez évben ő fogatta el az összeesküvéssel vádolt Gabriele di Saluzzo őrgrófot, aminek kapcsán francia udvari körökben császárpártisággal vádolták meg, de könnyűszerrel tisztázta magát a vádak alól. Az év nyarán pompás fogadást rendezett a tartományba látogató II. Henrik számára, 1549-ben pedig Anna d'Este ferrarai hercegnőt és férjét, a lotaringiai François de Guise herceget látta vendégül.
1550-ben súlyosan megbetegedett. A király befolyásos szeretője, Diane de Poitiers egyházi pályára lépett fiát, Antonio Caracciolót küldte hozzá azzal az üzenettel, hogy mondjon le megterhelő hivataláról és térjen vissza Franciaországba, ahol az őt megillető tisztelettel várták vissza. Az ifjabb Caracciolo júliusban tájékoztatta a királyt, hogy atyja a felmentését kéri. Utódául harcostársát, Cossé-Brissac grófot nevezték ki, aki augusztus 9-én érkezett Susa városába, ám a haldokló Caracciolóval már nem volt alkalma beszélni. Holttestét Torinóba szállították, és a San Domenico-templom Rózsafüzér-kápolnájában temették el. A helytartóság mellett a marsallságban is Cossé-Brissac követte.

## Házassága, utódai
Először Giovanna d'Acquavivát, Giovanni Francesco bitontói őrgróf (megh. 1527) és Dorotea Gonzaga lányát, később Eleonora Sanseverinót vette feleségül. Gyermekei:
- Troiano (megh. 1544), Atella őrgrófja, Isabella di Capua férje (utóbbi elhagyta, és 1529-től Ferrante Gonzaga császári hadvezér felesége lett). Troiano az apja kompániájában szolgált hadnagyi rangban, és a ceresolei csatában esett el;
- Giulio, Atella őrgrófja, apja kompániájának hadnagya Troiano nevű bátyjának halála után;
- Antonio, 1551-től Troyes püspöke, később a reformáció híve;
- Isabella (megh. 1555), Antonio d'Aquino coratói őrgróf felesége;
- Camilla, 1547-től Claude de Pestels báró felesége (12000 livre hozománnyal);
- Susanna, 1550-től Francisco d'Acquaviva atri herceg, Szent Mihály-rend lovagjának felesége (30000 livre hozománnyal);
- Cornelia (megh. 1586), 1563-tóll Châteauneuf-sur-Loire jövedelmeinek birtokosa.

## Forrás
Scheurer, Rémy. CARACCIOLO, Giovanni, Dizionario Biografico degli Italiani 19. Istituto della Enciclopedia Italiana (1976). Hozzáférés ideje: 2023. március 15.